# Campionati europei di atletica leggera 2010 - Marcia 20 km femminile
La gara di marcia 20 km femminile dei campionati europei di atletica leggera 2010 si è tenuta il 28 luglio.

## Podio
| #       | Atleta             | Nazionalità | Tempo    |
| ------- | ------------------ | ----------- | -------- |
| Oro     | Anisja Kirdjapkina | Russia      | 1h28'55" |
| Argento | Vera Sokolova      | Russia      | 1h29'32" |
| Bronzo  | Melanie Seeger     | Germania    | 1h29'43" |

## Programma
| Data           | Ora   | Turno  |
| -------------- | ----- | ------ |
| 28 luglio 2010 | 08:05 | Finale |

## Record
Prima di questa competizione, il record mondiale (), il record europeo () ed il record dei campionati () sono i seguenti:
| Record                | Prestazione | Atleta                   | Data                               | Competizione |
| --------------------- | ----------- | ------------------------ | ---------------------------------- | ------------ |
| Record mondiale       | 1h25'41"    | Olimpiada Ivanova Russia | 14 agosto 2005 Helsinki, Finlandia |              |
| Record europeo        | 1h25'41"    | Olimpiada Ivanova Russia | 14 agosto 2005 Helsinki, Finlandia |              |
| Record dei campionati | 1h26'42"    | Olimpiada Ivanova Russia | 7 agosto 2002 Monaco, Germania     | Europei 2002 |

## Risultati

### Finale
Martedì 28 luglio, ore 8:05 CEST.
| #       | Atleta                     | Paese       | Tempo    | Note                                     |
| ------- | -------------------------- | ----------- | -------- | ---------------------------------------- |
| Oro     | Anisja Kirdjapkina         | Russia      | 1h28'55" |                                          |
| Argento | Vera Sokolova              | Russia      | 1h29'32" |                                          |
| Bronzo  | Melanie Seeger             | Germania    | 1h29'43" |                                          |
| 4       | Beatriz Pascual            | Spagna      | 1h29'52" |                                          |
| 5       | Vera Santos                | Portogallo  | 1h30'52" |                                          |
| 6       | Kristina Saltanovic        | Lituania    | 1h31'40" | Miglior prestazione personale stagionale |
| 7       | Ana Cabecinha              | Portogallo  | 1h31'48" |                                          |
| 8       | Inês Henriques             | Portogallo  | 1h32'26" |                                          |
| 9       | Jo Jackson                 | Regno Unito | 1h33'33" |                                          |
| 10      | María José Poves           | Spagna      | 1h34'19" |                                          |
| 11      | Agnieszka Dygacz           | Polonia     | 1h34'51" |                                          |
| 12      | Brigita Virbalyte-Dimsiene | Lituania    | 1h35'00" |                                          |
| 13      | Nastassia Yatsevich        | Bielorussia | 1h36'59" |                                          |
| 14      | Neringa Aidietyte          | Lituania    | 1h37'32" |                                          |
| 15      | Lucie Pelantová            | Rep. Ceca   | 1h41'35" |                                          |
| -       | Paulina Buziak             | Polonia     | dq       |                                          |
| -       | Sibilla Di Vincenzo        | Italia      | dq       |                                          |
| -       | Zuzana Malikova            | Slovacchia  | dnf      |                                          |
| -       | Alina Matveyuk             | Bielorussia | dnf      |                                          |
| -       | Olive Loughnane            | Irlanda     | dnf      |                                          |
| -       | María Vasco                | Spagna      | dnf      |                                          |
| dq      | Ol'ga Kanis'kina           | Russia      | 1h27'44" |                                          |